# Nomzamo
Nomzamo es el cuarto álbum de estudio de la banda británica de rock progresivo IQ, lanzado en 1987. El álbum cuenta con la participación de Paul Menel como cantante, en reemplazo del fundador Peter Nicholls, quien había dejado la banda en 1986 para volver en 1990.

## Lista de canciones
1. «No love lost» (5:57)
2. «Promises (As years go by)» (4:29)
3. «Nomzamo» (6:58)
4. «Still life» (5:55)
5. «Passing strangers» (3:47)
6. «Human nature» (9:37)
7. «Screaming» (4:05)
8. «Common ground» (6:56)

### Bonus tracks
1. «Colourflow» (5:26)
2. «No love lost» (piano, versión vocal; 4:12)
3. «Common ground» (en vivo; 6:34)

Toda la música escrita por IQ y Paul Menel. Todas las letras escritas por Paul Menel.
- Datos: Q7048711